# Der Deutsche Rundfunk

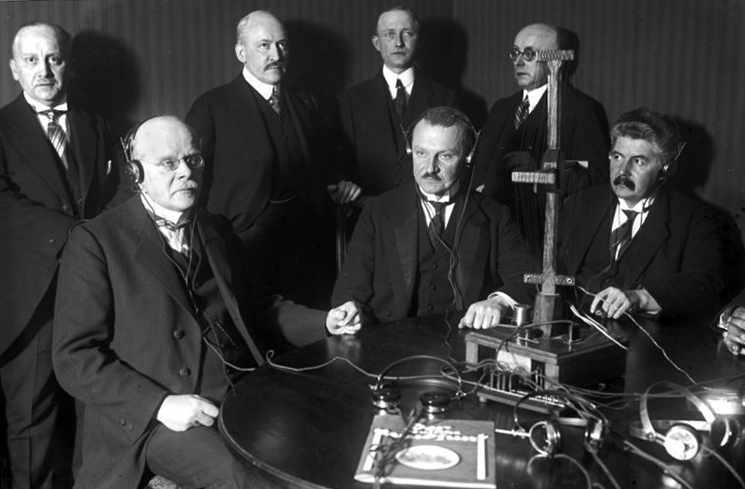
Ein Exemplar der Zeitschrift Der deutsche Rundfunk liegt im Dezember 1923 vor Reichskanzler Wilhelm Marx (Zentrum, sitzend links)

Der Deutsche Rundfunk  war die erste und eine der verbreitetsten Rundfunkzeitschriften im Deutschen Reich. Sie erschien von 1923 bis 1941. 

## Geschichte
Am  14. Oktober 1923 erschien die erste Ausgabe von Der Deutsche Rundfunk, noch vor der ersten Rundfunksendung. Chefredakteur war Hans Siebert von Heister. Bereits 1924 war sie mit angeblich 80.000 verkauften Exemplaren die auflagenstärkste deutsche Rundfunkzeitschrift. 1926 waren es 90.000 (als drittgrößte Rundfunkzeitschrift).
Seit etwa 1930 bezeichnete sie sich als die Zeitschrift mit den meisten Programmen weltweit. 1941 wurde sie eingestellt.
Zu ihren Mitarbeitern zählte zeitweise auch Kurt Weill.